# Had a Dream (For the Heart)
«Had a Dream (For the Heart)» es una canción escrita por Dennis Linde. Fue grabada originalmente por Elvis Presley como «For the Heart» en su álbum From Elvis Presley Boulevard, Memphis, Tennessee de 1976. La versión de Presley, con el sencillo «Hurt» en el lado B, junto al álbum alcanzó el puesto número 45 en las listas Hot Country Songs ese año.
The Judds cubrió la canción en 1983, y lo lanzó como su sencillo de debut, de su álbum Wynonna y Naomi. La canción alcanzó el número 17 en la misma lista.

## Rendimiento gráfico

### Elvis Presley
| Lista (1976)                                | Posición |
| ------------------------------------------- | -------- |
| U.S. Billboard Hot Country Singles & Tracks | 45       |

### The Judds
| Lista (1983-1984)                           | Posición |
| ------------------------------------------- | -------- |
| U.S. Billboard Hot Country Singles & Tracks | 17       |
| Canadian RPM Country Tracks                 | 15       |